# Irvine Gaze
Irvine Owen Gaze (* 5. Juli 1889 in Marrickville, New South Wales; † 22. April 1978 in Mornington, Victoria) war ein australischer Kampfpilot und Expeditionsteilnehmer, der zur Ross Sea Party bei der Endurance-Expedition (1914–1917) des britischen Polarforschers Ernest Shackleton gehörte. Sein Geburtsjahr wird in Quellen mitunter fälschlich mit 1890 und sein zweiter Vorname ebenso mit „Oswald“ wiedergegeben.

## Leben
Gaze war eines der fünf Kinder des Kaufmanns Frederic Owen Gaze (1864–1932) und dessen Frau Constance (geborene Scott, 1862–1945). Nach seiner Ausbildung am Scotch College in Perth arbeitete er als Bootsbauer. 
Durch seine verwandtschaftlichen Beziehungen zu Arnold Spencer-Smith erhielt Gaze Kenntnis von der durch Aeneas Mackintosh geleiteten Teilexpedition zur Unterstützung der geplanten Durchquerung des antarktischen Kontinents durch Ernest Shackleton und dessen Mannschaft. Gaze bewarb sich bei Mackintosh um eine Teilnahme und wurde von diesem als Mitglied ohne speziellen Aufgabenbereich rekrutiert. Er gehörte zu den zehn im Frühjahr 1915 auf der Ross-Insel gestrandeten Männern, nachdem ihr Schiff Aurora abgetrieben war. Gaze nahm an den frühen Versorgungsmärschen für die Anlage von Depots auf dem Ross-Schelfeis teil und gehörte nach dem Tod von Mackintosh, Spencer-Smith und Victor Hayward zu den sieben Überlebenden, die am 10. Januar 1917 am Kap Evans durch die Aurora unter dem Kommando von John King Davis gerettet wurden. Für seine Verdienste um die Expedition wurde er mit der silbernen Ausführung der Polar Medal geehrt.
Nach seiner Rückkehr von der Expedition ging er nach England und wurde dort Pilot und Ausbilder beim Royal Flying Corps. Eine Woche vor dem Ende des Ersten Weltkriegs geriet er in deutsche Kriegsgefangenschaft. 1919 heiratete er in Chichester Freda Sadler (1891–1939), mit der er zwei Söhne bekam. Sein Sohn Tony (1920–2013) wurde Flieger und Automobilrennfahrer. Zurück in Australien wurde er Manager bei einem Schuhhersteller in Clifton Hill. Nach dem Tod seiner Frau 1939 musste er 1941 einen weiteren Schicksalsschlag verkraften, als sein zweiter Sohn Irvine (1922–1941) als Kampfpilot im Zweiten Weltkrieg abgeschossen wurde. Zu jener Zeit war Gaze als Leiter einer Ausbildungseinrichtung der Royal Australian Air Force tätig. Nach dem Krieg wurde Gaze Schaffarmer. Er starb 1978 im Alter von 87 Jahren.